# 이미지 북
이미지 북(Le livre d'image, The Picture Book)은 스위스에서 제작된 장 뤽 고다르 감독의 2018년 드라마 영화이다. 장 뤽 고다르 등이 주연으로 출연하였다. 알려진 다른 제목은 이미지의 책이다.

## 출연

### 주연
- 장 뤽 고다르